# Imitaciones peligrosas
Imitaciones peligrosas es una película en blanco y negro de Argentina dirigida por Julio C. Rossi sobre el guion de F. Cano Carreras, Mario Baroffio y O. Sacco que se estrenó el 7 de octubre de 1949 y que tuvo como protagonistas a Tito Martínez del Box, Carlos Castro "Castrito", María E. Liberti, Chela Cordero y Charlo.

## Sinopsis
Un inescrupuloso se apodera de una herencia sustituyendo con su nombre el del verdadero beneficiario.

## Reparto
- Tito Martínez del Box
- Carlos Castro "Castrito"
- María E. Liberti
- Chela Cordero
- Charlo
- Roberto Quiroga
- Marcelo Ruggero
- Semillita
- Eduardo Almirón
- Dorita Alonso
- Mario Baroffio
- Lidia Campos
- Jorge Cipriano
- Oscar Cipriano
- Jorge Contreras
- Délfor
- Isabel Esperanza
- Raúl Ferreyra
- Iván Grey
- Eduardo Margetich
- Héctor Pascuali
- Narciso Pérez
- Olga Randall
- Hilda Viñas
- Quinteto Allegro
- Hawaian Serenaders
- Osvaldo Novarro
- James Logan
- Raúl Rossi
- Tato Cifuentes

## Comentarios
La Razón dijo en su crónica:

”Reunión de diversos números musicales…que forman un conjunto no carente de eficacia para los sectores populares.”

Por su parte Manrupe y Portela escriben:

”Inconexa, sin argumento y con imitaciones hoy pasadas de moda, pero con algunos curiosos momentos de surrealismo.”